# Valbois
Valbois település Franciaországban, Meuse megyében. Lakosainak száma 95 fő (2022. január 1.). Valbois Saint-Mihiel, Buxières-sous-les-Côtes, Chaillon, Lamorville és Maizey községekkel határos.

## Népesség
A település népessége az elmúlt években az alábbi módon változott:
| Lakosok száma | 44   | 98   | 116  | 110  | 88   | 88   | 93   | 93   | 92   | 95   |
|               | 1968 | 1982 | 1990 | 2006 | 2013 | 2015 | 2017 | 2019 | 2020 | 2022 |